# Charles L. McNary
Charles L. McNary (Salem, 1874. június 12. – Fort Lauderdale, 1944. február 25.) az Amerikai Egyesült Államok szenátora (Oregon, 1917–1918 és 1918–1944).